# Project Management Professional
Project Management Professional (PMP) – jeden z najpopularniejszych certyfikatów potwierdzających kompetencje w zarządzaniu projektami. Certyfikat PMP potwierdza, że jego posiadacz ma wiedzę, umiejętności i doświadczenie potrzebnego do skutecznego prowadzenia projektów. Posiadacz PMP jest w stanie samodzielnie zarządzać projektami.

## Opis
Został opracowany przez Project Management Institute. Kandydat musi posiadać wykształcenie wyższe, co najmniej 3 lata doświadczenia oraz 4500 godzin w zarządzaniu projektami, m.in. na stanowisku kierownika projektu, odbyć 35 godzin szkoleń z zarządzania projektami i zdać egzamin. Możliwe jest też podejście do certyfikacji bez wykształcenia wyższego, ale wówczas wymogi doświadczenia są wyższe, tj. 4 lata i 7500 godzin doświadczenia w prowadzeniu projektów.
Egzamin składa się z 200 pytań, trwa 4 godziny i zdawany jest w centrach egzaminacyjnych Prometric. Każde pytanie składa się z 4 opcji odpowiedzi, spośród których tylko jedna jest dobra. Nieznane są oficjalne progi zaliczenia testu, praktycy nieoficjalnie szacują je na od 60% do 80% dobrych odpowiedzi.
Głównym źródłem wiedzy na egzaminie jest książka A Guide to Project Management Body of Knowledge. Dodatkowym źródłem wiedzy obowiązującym na egzaminie jest kodeks postępowania (Code of Ethics and Professional Conduct).